# Rick Perry
James Richard "Rick" Perry (født 4. marts 1950 i Paint Creek, Texas) er en amerikansk republikansk politiker, som var den 47.guvernør for Texas fra 2000-15. I 1998 blev han valgt som viceguvernør for staten og overtog guvernørposten i december 2000, hvor daværende guvernør George W. Bush blev indsat som præsident. Perry er Texas' længst siddende guvernør og landets anden længst siddende guvernør – efter Terry Branstad i Iowa. Den 2. marts 2017 blev han udnævnt som energiminister i Donald Trumps regering, hvis departement var en af dem han ville nedlægge som mulig præsidentkandidat i 2011.
Politisk er han kendt for sine socialkonservative synspunkter; fx er han stærk tilhænger af dødsstraf – siden hans tiltrædelse som guvernør i år 2000 har Texas henrettet i alt 266 personer, hvilket svarer til en femtedel af alle henrettelser, siden dødsstraffen blev genindført i USA i 1976. Han har bl.a. også kæmpet for, at endnu flere skal kunne straffes med døden. Han nedlagde for eksempel veto mod en lov, der ville skåne mentalt tilbagestående fra at blive henrettet. Samtidig har han i skarpe vendinger kritiseret USA’s Højesteret, som i 2011 besluttede, at mindreårige ikke længere skulle kunne dømmes til døden.
Perry er ligeledes kendt for bl.a. at have kritiseret forbundsregeringen for at blande sig for meget i staternes anliggender. Han mener heller ikke at der er belæg for menneskeskabt global opvarmning. I august 2011 meldte han sig på banen i kampen for at blive Republikanernes præsidentkandidat til præsidentvalget i 2012. Han havde indledningsvis solid opbakning blandt evangeliske kristne og hos Tea Party-bevægelsen, men efter en dårligt ført kampagne og dalende støtte trak han sig i januar 2012, og meldte i stedet sin støtte til Newt Gingrich.
Som guvernør har han bl.a. i sommeren 2013 underskrevet den kontroversielle statslov, HB2. Det er en lov der stiller enormt høje krav til statens abortklinikker, faktisk så mange krav, at man regner med, at den vil få det samlede antal abortklinikker i hele Texas til at svinde fra 42 til 5 i løbet af 2014.
Perry er stærkt troende metodist med appel til konservative evangeliske republikanere. I 2006 erklærede han, at han anså Bibelen for at være ufejlbarlig. Han fastslog tillige, at den, som ikke accepterer Jesus Kristus som personlig frelser, må være forberedt på at ryge lukt i Helvede. Ligeledes har han også været medorganisator for flere religiøse begivenheder, bl.a. i august 2011 hvor han samlede over 30.000 troende på et stadion i Houston, hvor en fællesbøn skulle standse landets økonomiske forfald.
Perry er tidligere demokrat og har bl.a. støttet Al Gore og Hillary Clinton, men brød med Demokraterne i 1989 og tilsluttede sig Det Republikanske Parti, hvor han blev valgt som landbrugsminister.